# Xã Addison, Quận DuPage, Illinois
Xã Addison (tiếng Anh: Addison Township) là một xã thuộc quận DuPage, tiểu bang Illinois, Hoa Kỳ. Năm 2010, dân số của xã này là 88.612 người.